# Ímeni Górkogo
Ímeni Górkogo (en rus: Посёлок имени Горького) és un poble (possiólok) de l'óblast de Magadan, a Rússia, que en el cens del 2010 no tenia cap habitant.